# DB-Baureihe E 40

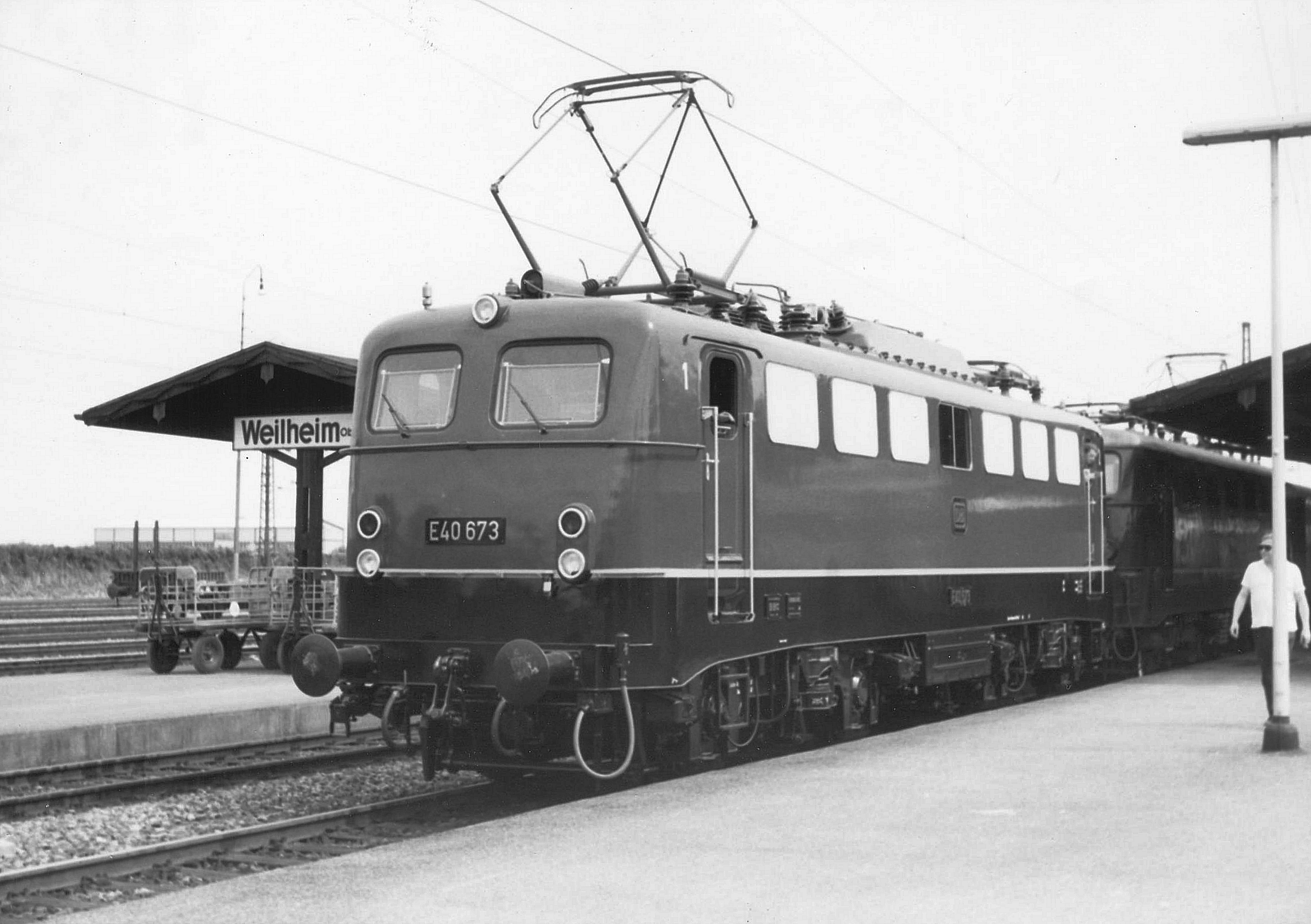
E 40 673 in Weilheim (1967)

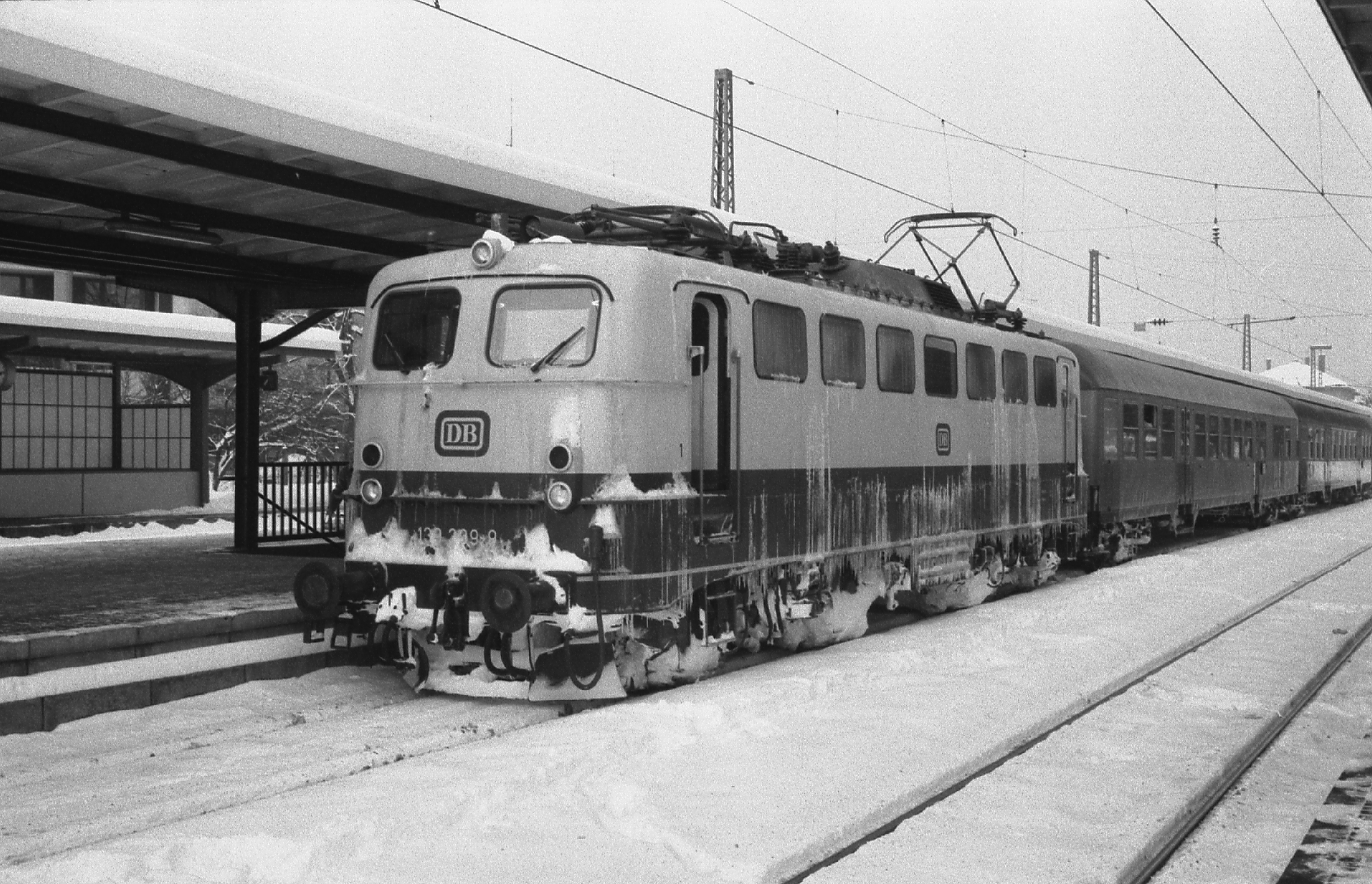
139 309 in Freiburg (Februar 1986)

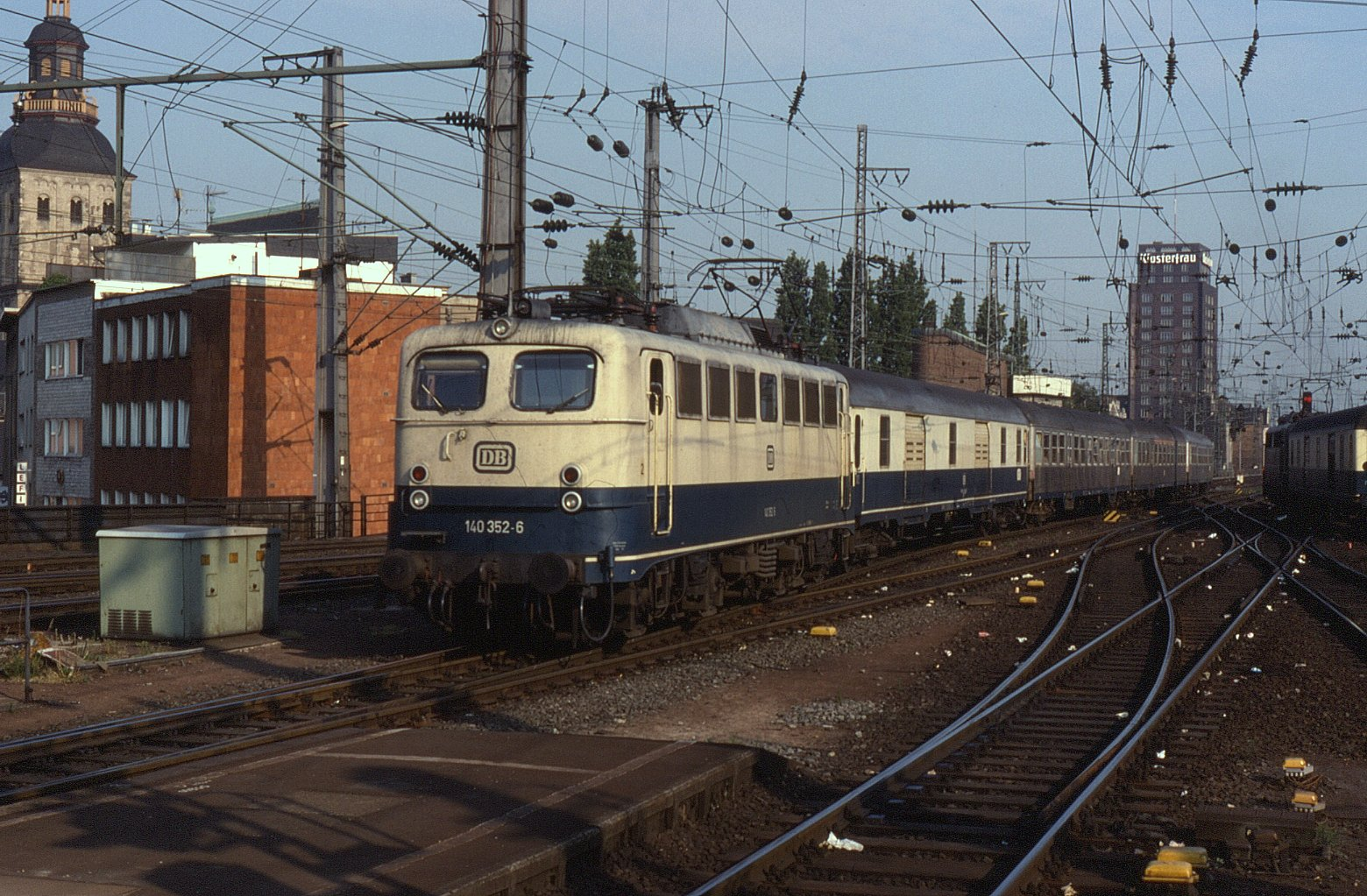
140 352 in Köln Hbf (Mai 1990)

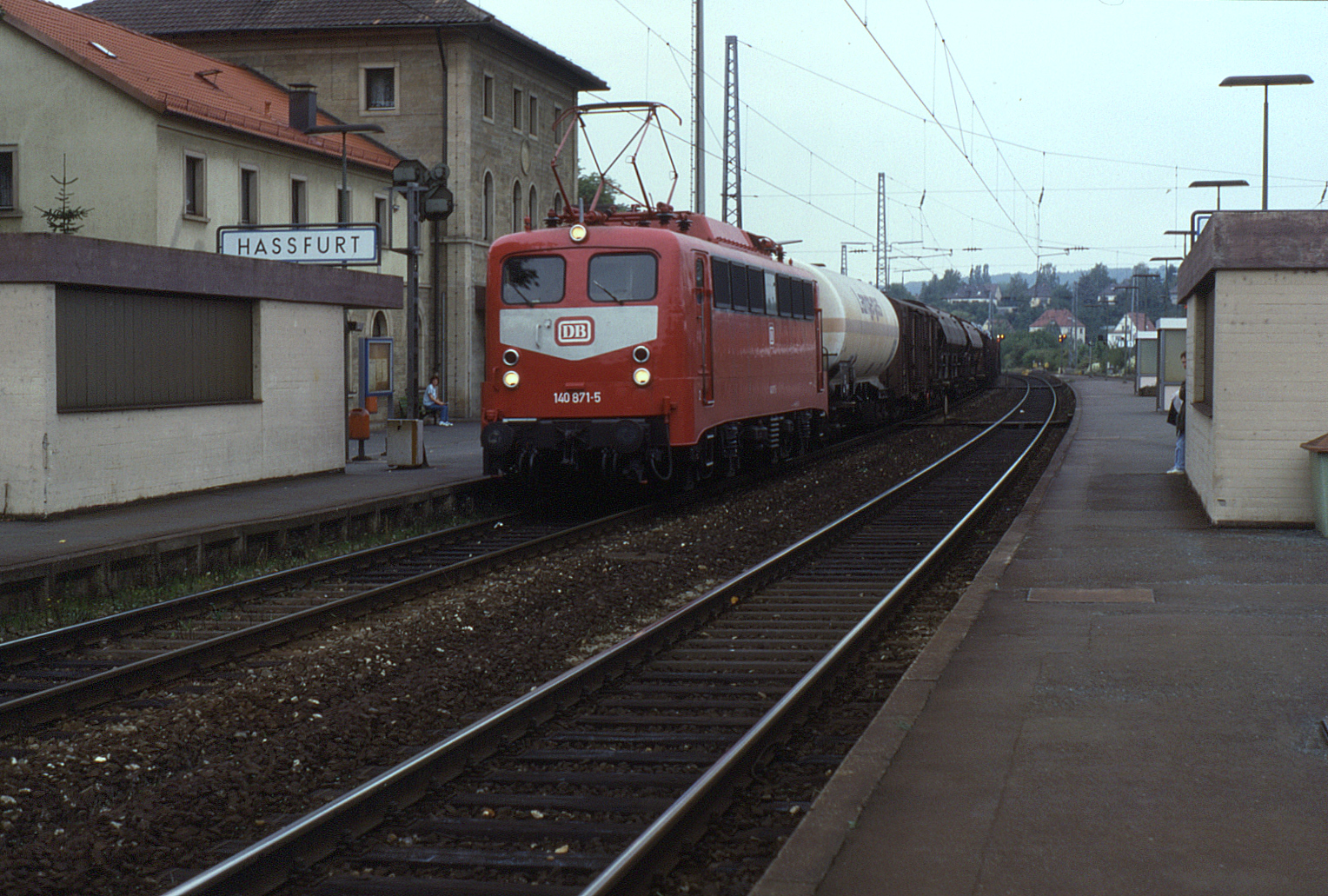
140 871 in Haßfurt (September 1991)

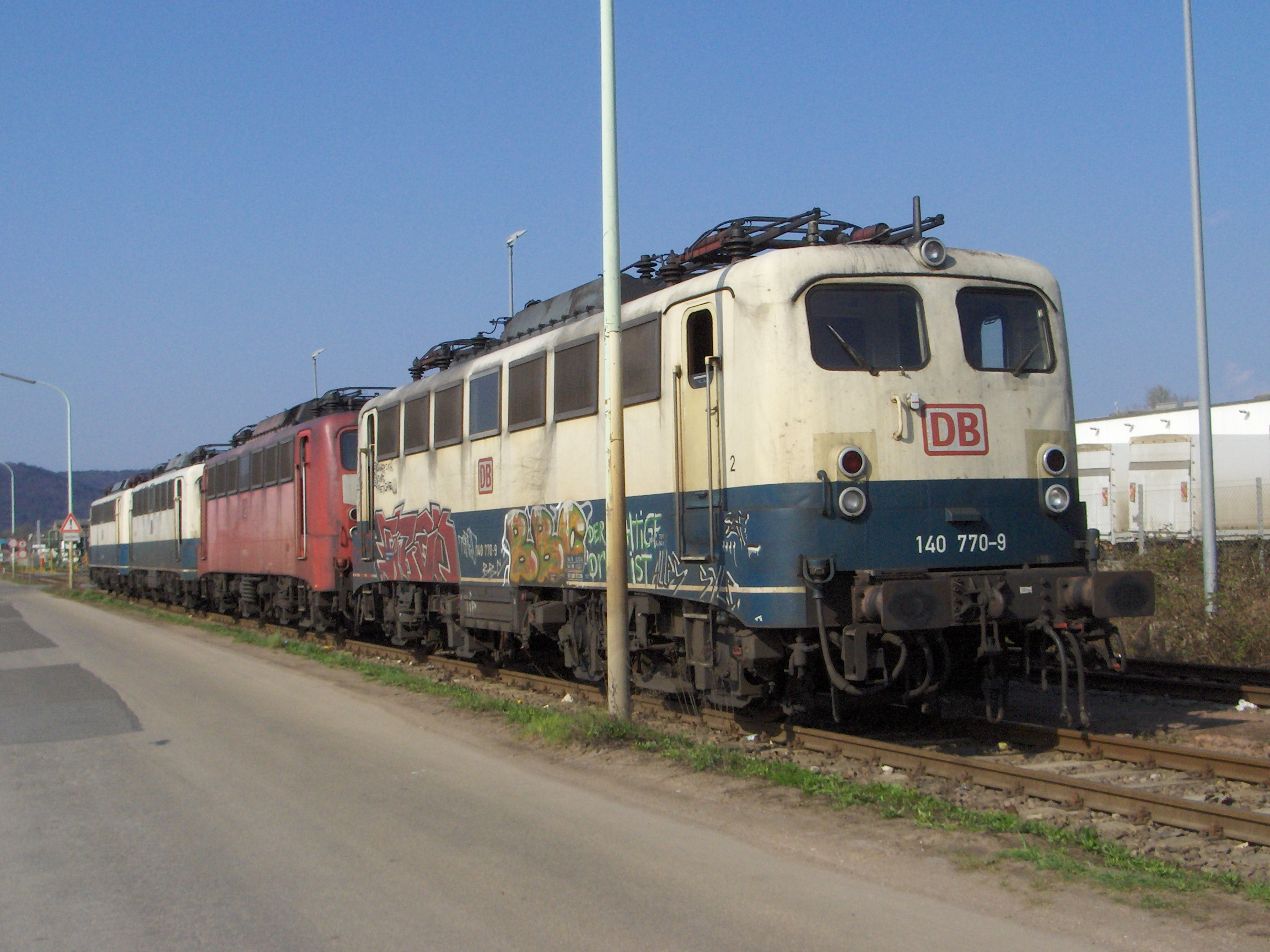
140 770, 140 795, 140 619 und 140 705 vor ihrer Verschrottung in Trier-Ehrang (April 2005)

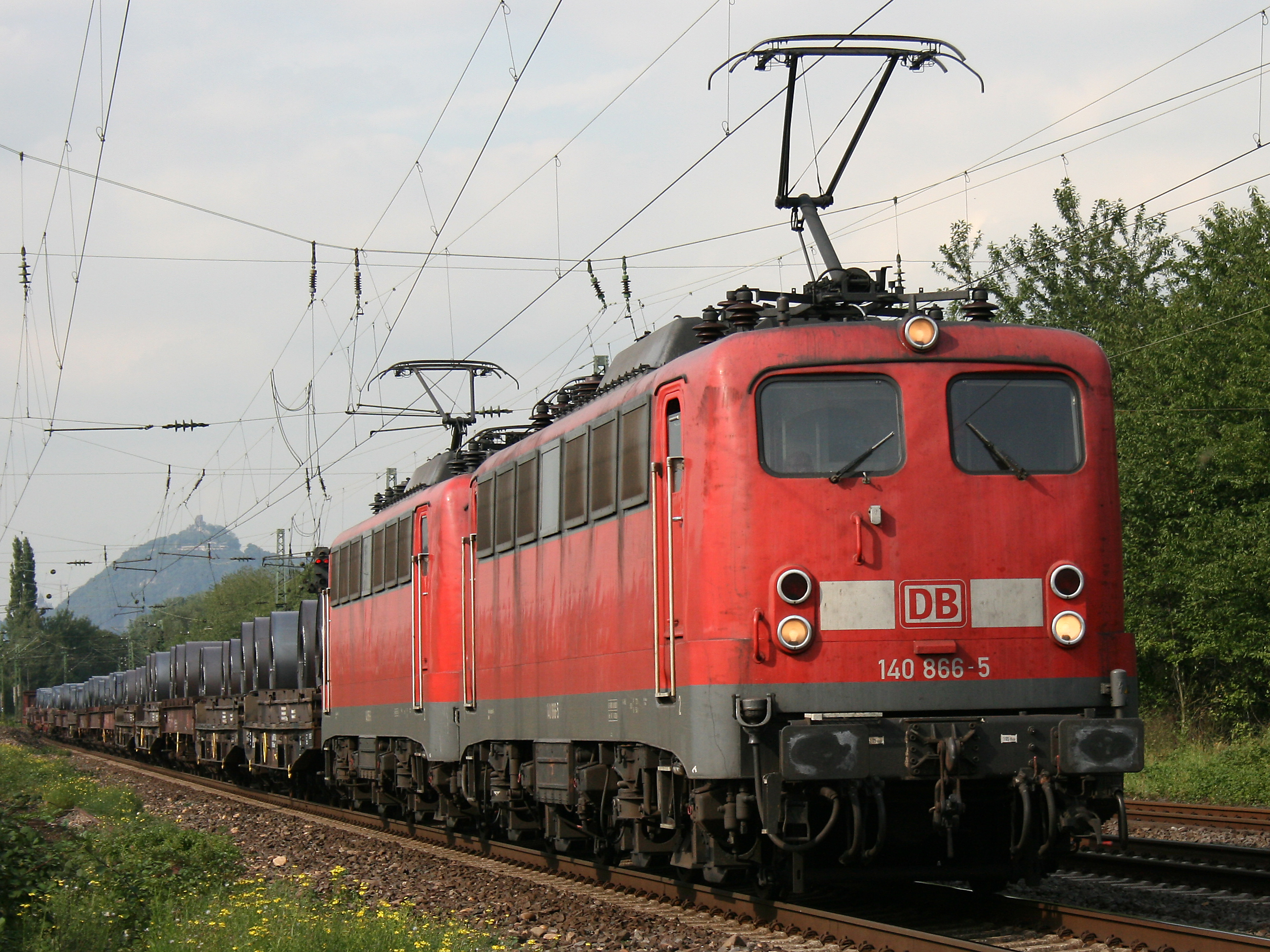
Doppeltraktion mit 140 866 bei Unkel (August 2007)

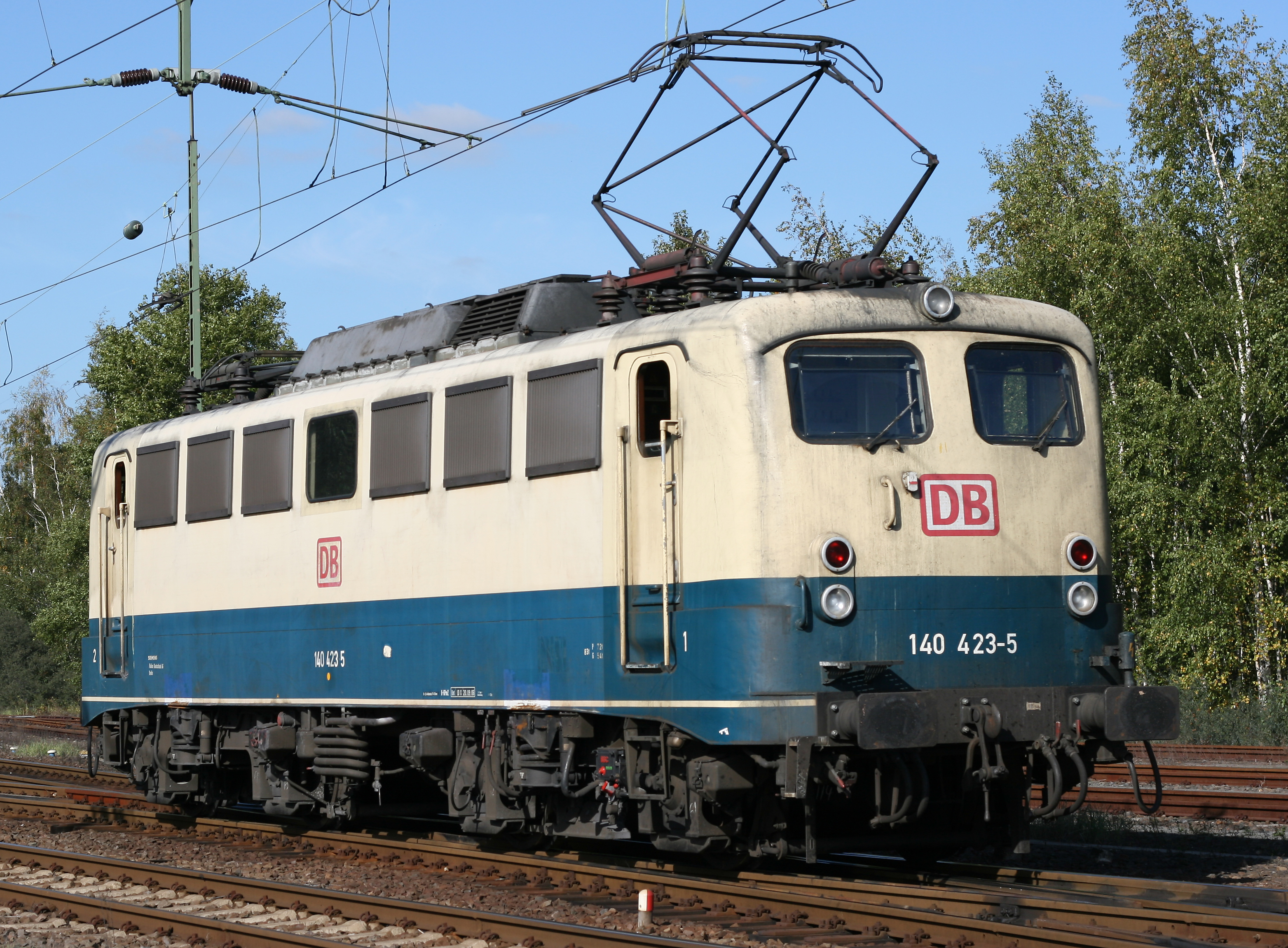
Museumslokomotive 140 423 in Köln-Kalk Nord (Oktober 2007)

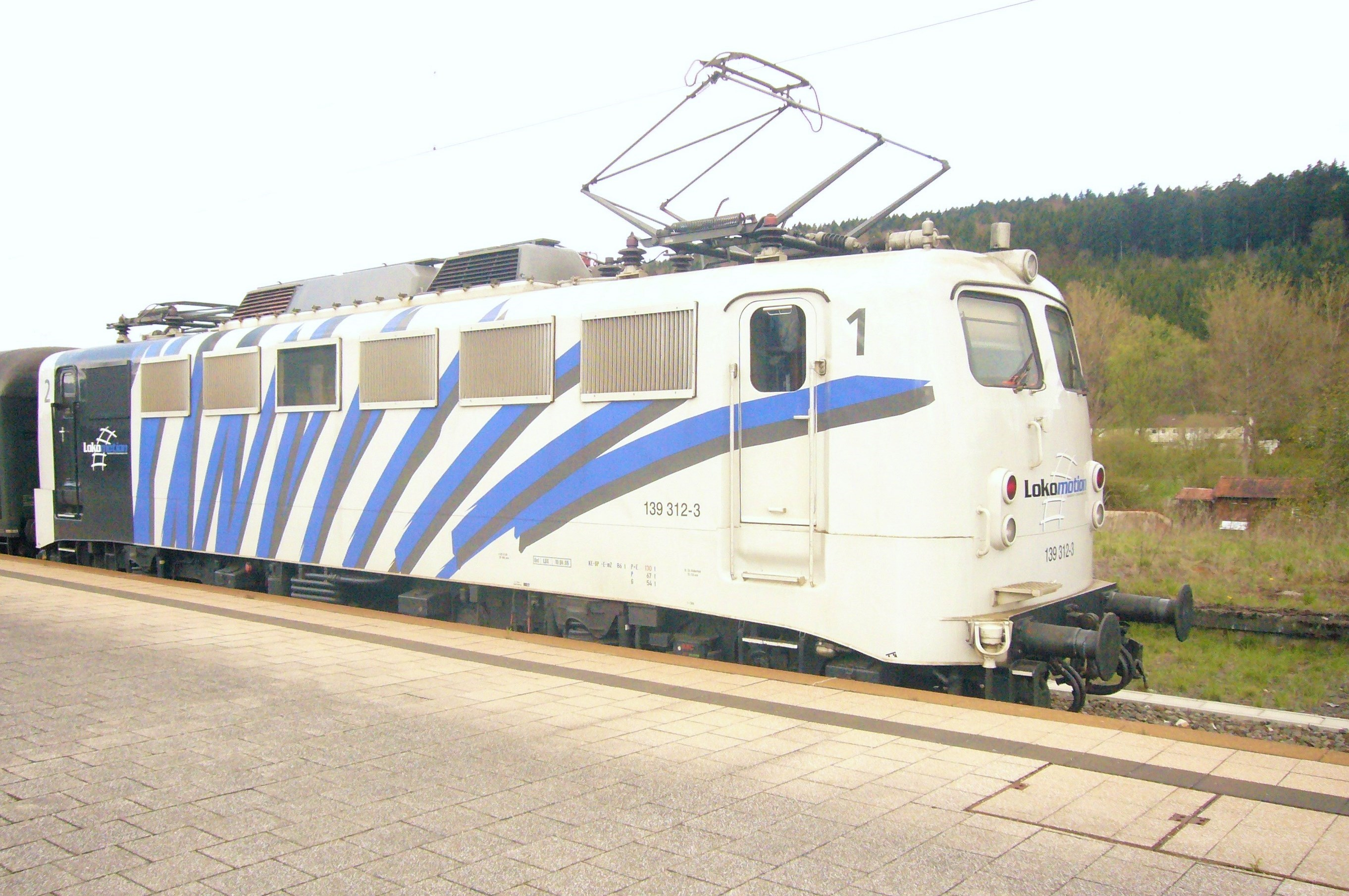
139 312 von Lokomotion in Tuttlingen (Mai 2008)

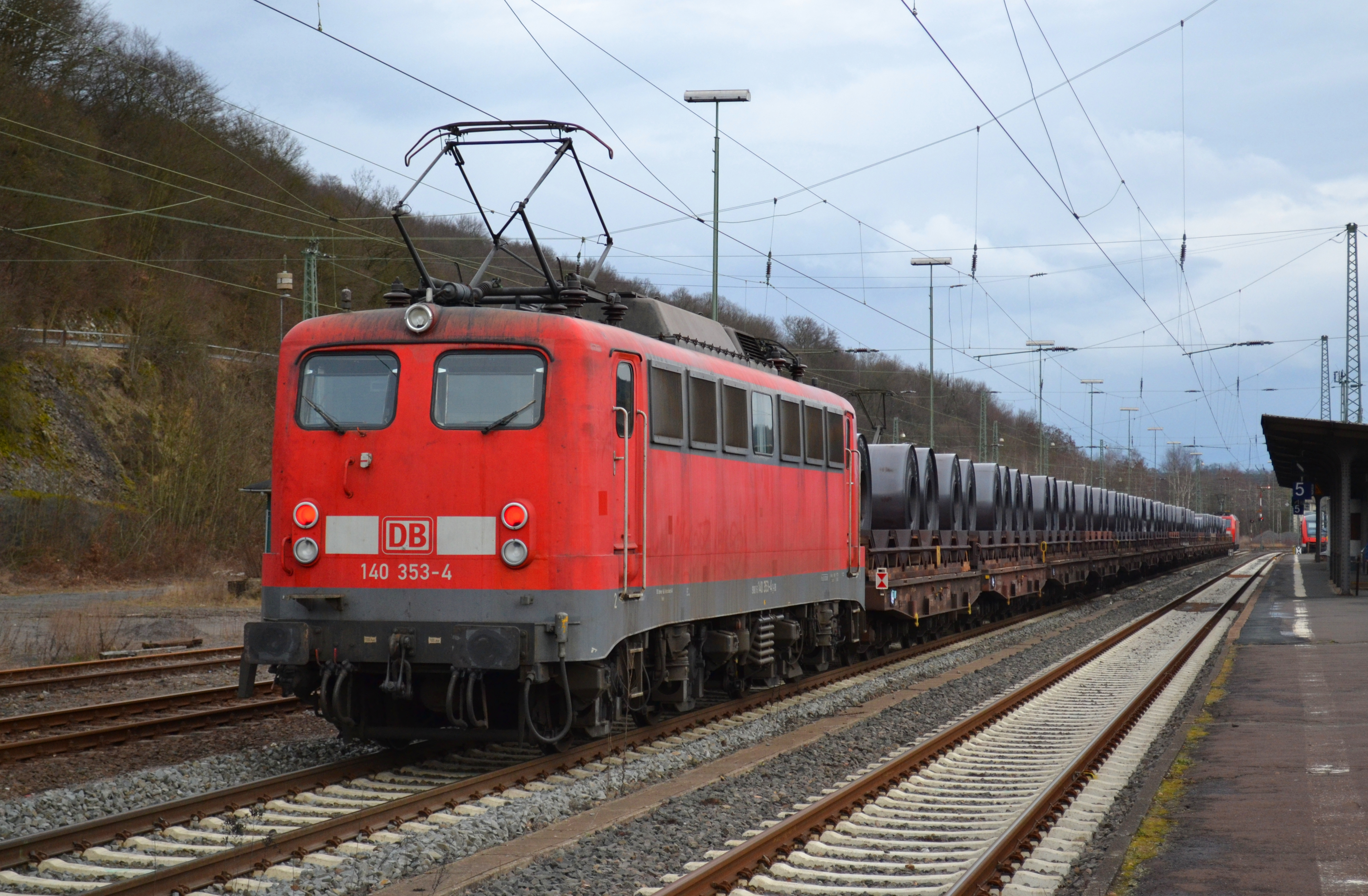
140 353 als Schiebelokomotive in Dillenburg (März 2012)

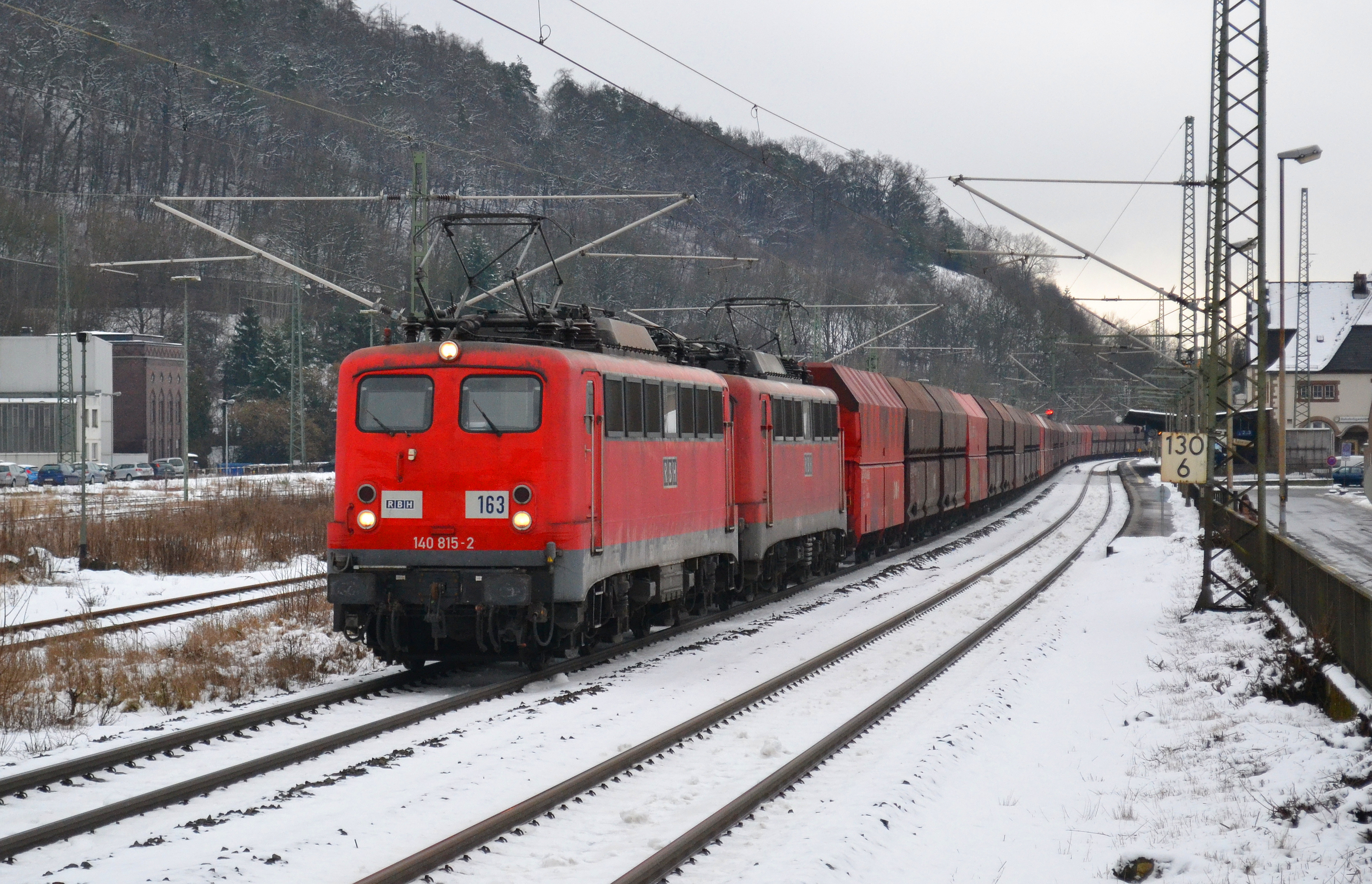
Doppeltraktion aus 140 815 und 140 772 von RBH Logistics in Herborn (Februar 2013)

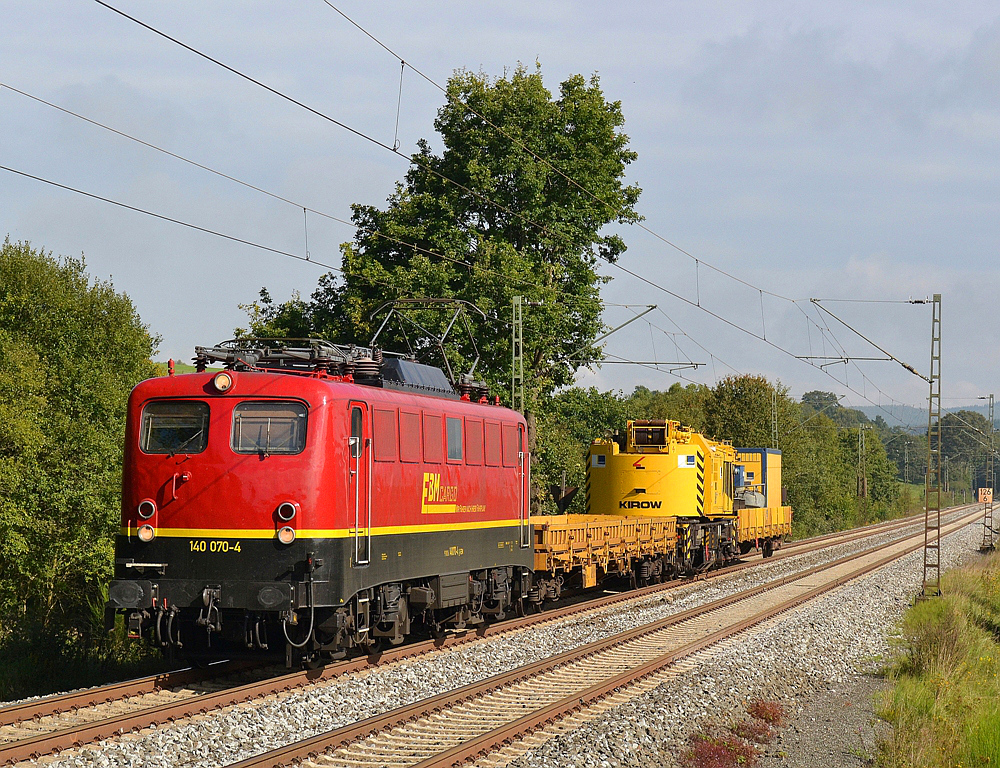
140 070 von EBM Cargo bei Haiger (September 2014)

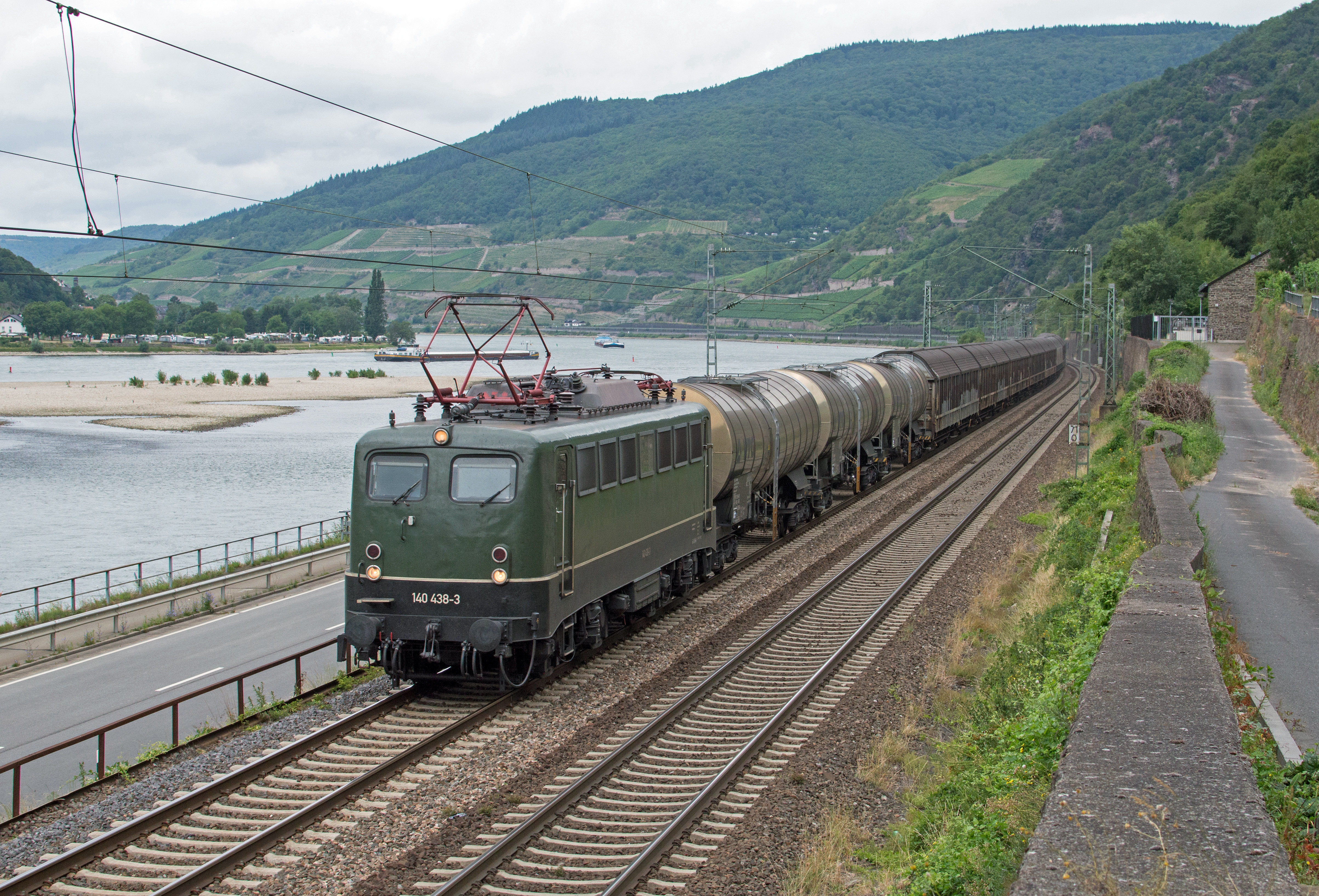
140 438 der Bayernbahn bei Assmannshausen (Juli 2015)

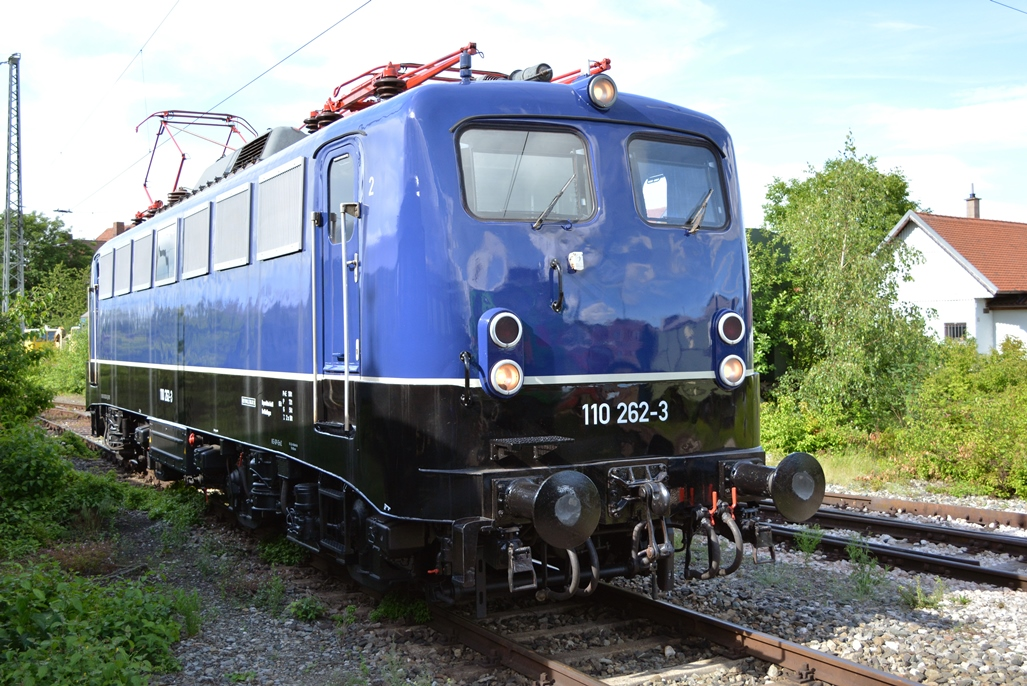
139 262 der Bayernbahn mit alter Nummer 110 262 in Nördlingen (Juni 2016)

Die Baureihe E 40 bezeichnet eine von 1957 bis 1973 für die Deutsche Bundesbahn (DB) gebaute Einheitselektrolokomotive für den Güterverkehr. 1968 erfolgte die Umzeichnung zur Baureihe 140. Die mit einer Widerstandsbremse ausgerüstete E 40.11 wurde zur Baureihe 139.
Lange Zeit trug die Baureihe E 40 die Hauptlast des Güterzugverkehrs auf elektrifizierten Strecken, kam aber auch im Personennahverkehr zum Einsatz. Im Oktober 2016 endete nach fast 60 Jahren der planmäßige Einsatz der Baureihe 140 bei DB Cargo. Bei diversen privaten Verkehrsunternehmen stehen die Loks jedoch weiterhin im Einsatz.

## Entwicklungsgeschichte
1950 beschloss der zuständige Fachausschuss der Deutschen Bundesbahn die Beschaffung zweier Grundtypen von Einheitselektrolokomotiven mit weitgehend standardisierten Bauteilen. Dies sollten eine sechsachsige Güterzuglokomotive als Nachfolger der Baureihe E 94 und eine vierachsige, an die Baureihe E 44 angelehnte Mehrzwecklokomotive sein. Die Führerstände sollten so gebaut werden, dass die Lokführer ihre Arbeit sitzend verrichten konnten. Bei allen vorherigen Baureihen mussten sie stehend fahren, was nach damaliger Meinung die Aufmerksamkeit erhöhen sollte.
Die vierachsige Mehrzwecklokomotive erhielt zunächst den Arbeitstitel E 46, wurde jedoch in die Baureihe E 10 umbenannt, nachdem sie durch Erhöhung der geforderten Höchstgeschwindigkeit formell eine Schnellzuglokomotive geworden war. Die ersten Versuche zeigten, dass zwei Typen von Elektrolokomotiven nicht ausreichen würden, um allen Leistungsanforderungen gerecht zu werden. Das überarbeitete Fahrzeug-Typenprogramm enthielt nun neben der E 10 auch die Güterzuglokomotive der Baureihe E 40, die Nahverkehrslokomotive der Baureihe E 41 und die schwere sechsachsige Güterzuglokomotive der Baureihe E 50.
Im Laufe der Produktion wurden weitere Lokomotiven beschafft, die auf den Einheitstypen aufbauen, so die Mehrsystemlokomotiven der Baureihen E 320 und E 344 mit dem Lokkasten der Einheitsloks wie auch die Weiterentwicklungen in Form der Baureihen 151 und 111.
Die ursprünglichen Anforderungen an die Lokomotiven sind in dieser Tabelle zusammengefasst:
| Zugmasse (in t) | Steigung (in ‰) | Geschwindigkeit (in km/h) |
| --------------- | --------------- | ------------------------- |
| 2100            | 0               | 90                        |
| 1600            | 4               | 65                        |
| 1400            | 5               | 75                        |
| 1170            | 10              | 50                        |
| 940             | 5               | 100                       |
| 620             | 10              | 100                       |

## Serienfertigung
Die Baureihe E 40 (ab 1968: 140) ist technisch gesehen eine E 10.1 ohne elektrische Bremse und mit geänderter Übersetzung des Getriebes. Mit Ausnahme der E 40.11 (ab 1968: 139) unterscheidet sich die E 40 von der E 10 durch eine andere Dachhaube mit weniger Lüftergitterrosten. Die E 40.11 besaß eine elektrische Widerstandsbremse und war somit nicht nur äußerlich fast identisch mit der E 10.
1954 wurden die ersten 43 Lokomotiven bestellt, bis Ende 1955 waren es schon 123 Lokomotiven. Am 21. März 1957 wurde mit der E 40 005 die erste Lokomotive der Baureihe abgenommen. Gefertigt war sie von Krauss-Maffei und SSW. Als letzte Lokomotive wurde die 140 879 am 17. August 1973 in Betrieb genommen. E 40 001 bis 162 hatten einfache Stirnlampen, alle folgenden Lokomotiven hatten als untere Stirnlampen Doppellampen für weißes und für rotes Licht. Bei einigen Lokomotiven wurden die Doppellampen später nachgerüstet. Im Laufe der Serienfertigung kamen verschiedene Lüfter-Bauarten zum Einsatz. Bis zur E40 162 erhielten die Lokomotiven Lüfter der Bauart Schweiger mit waagerechten Lamellen, danach wurden Doppeldüsenlüftungsgitter der Bauart Krapf & Lex mit senkrechten Lamellen eingebaut, und die letzten Serien ab 140 757 erhielten rechteckige Lüfter der Bauart Klatte. Diese wurden bei Hauptuntersuchungen auch in ältere Lokomotiven eingebaut.
Zunächst hatten die Lokomotiven umlaufende Regenrinnen, ab E 40 672 entfielen diese und wurden durch Gummileisten über Türen und Frontscheiben ersetzt. Anlässlich von Werkstattaufenthalten wurden die Regenrinnen auch bei älteren Lokomotiven entfernt und durch die Gummileisten ersetzt. Auch die anfangs vorhandenen an den Stirnseiten umlaufenden Griffstangen wurden entfernt und durch einen Griff in Nähe der ebenfalls erst später angebrachten UIC-Steckdosen ersetzt. Ab 1983 wurden Hochleistungspuffer mit rechteckigen Puffertellern erprobt. Nach erfolgreichen Ergebnissen wurden ab Mitte der 1990er-Jahre bis 1997 alle Lokomotiven umgerüstet.
Mit 879 Exemplaren ist die E 40 die meistgebaute Type des Einheitselektrolokprogramms der Deutschen Bundesbahn. Ihre zulässige Höchstgeschwindigkeit betrug am Anfang entsprechend ihrem vorgesehenen Einsatzgebiet im mittelschweren Güterzugdienst 100 km/h, doch wurde diese im Juni 1969 auf 110 km/h erhöht, um die Züge zu beschleunigen und die Loks auch besser im Personenverkehr einsetzen zu können.
Die letzte Serie ab 140 757 (auch als Baureihe 140.8 bezeichnet) erhielt dazu eine Ausrüstung für Wendezugbetrieb und Doppeltraktion. Mit diesen Lokomotiven wurde im Ruhrgebiet Anfang der 1970er Jahre ein S-Bahn-Vorlaufbetrieb durchgeführt. Die S-Bahn-Einsätze endeten erst Anfang der 1980er Jahre. In anderen Regionen wurden auch weiterhin Wendezugeinsätze gefahren.
Einige wenige Lokomotiven erhielten zudem eine automatische Mittelpufferkupplung AK 67 oder AK 69 zum Ziehen der schweren Erztransportwagen Bauart Faals 150, wie sie auch einige Loks der Baureihe 151 besitzen.
Im Jahr 1993/94 bekamen 43 Lokomotiven Scheinwerfer. Diese wurden versuchsweise installiert, da die Leuchtstärke der nur als Spitzenbeleuchtung ausgelegten Lampen schwach war.

## Konstruktionsmerkmale
Wie alle Lokomotiven des Einheitslokomotivprogramms hat die Baureihe E 40 als geschweißte Kasten-Konstruktionen mit Drehzapfen ausgeführte Drehgestelle und geschweißte Kastenaufbauten mit Lüftergittern. Die ebenfalls geschweißten Lokkästen unterscheiden sich im Wesentlichen nur durch ihre Länge und die Anordnung von Seitenfenstern und Lüftergittern von den anderen Einheitslokbaureihen. Der Rahmen stützt sich über Schraubenfedern und Gummielemente auf die Drehgestelle ab. Als Bremse wird eine indirekt wirkende Druckluftbremse Bauart Knorr und zum Rangieren eine direkt wirkende Zusatzbremse verwendet. Die Bremsklötze der E 40 sind im Vergleich zu denen der E 10 kleiner ausgeführt.
Die Fahrmotoren sind 14-polige Motoren vom Typ WB 372, wie sie später auch bei den Baureihen 111 und 151 weiterverwendet wurden. Wie bei allen Loks des Einheitslokprogramms wurde der Gummiringfeder-Antrieb der Siemens-Schuckertwerke (SSW) eingesetzt, der sich bei den ersten E 10.0 überdurchschnittlich gut bewährt hatte.
Auf dem Dach befinden sich die Scheren-Stromabnehmer Bauart DBS 54a. Daran schließen sich die obligatorischen Dachtrenner, der Druckluft-Hauptschalter und der Oberspannungswandler zur Überwachung der Spannung des Fahrdrahts an. Die Transformatoren sind Dreischenkel-Trafos mit Ölkühlung, an die das Schaltwerk mit 28 Fahrstufen angeschlossen ist. Die Steuerung ist als Nachlaufsteuerung ausgelegt, bei der der Lokführer die Fahrstufe vorwählt und das Schaltwerk die gewählte Stellung selbsttätig anläuft. Im Notbetrieb ist eine Handsteuerung über eine Kurbel oder ab 140 757 der Betrieb mit einer Auf-Ab-Flippersteuerung möglich.
An Sicherheitseinrichtungen auf dem Führerstand sind die mechanische oder elektronische Sicherheitsfahrschaltung, Punktförmige Zugbeeinflussung (inzwischen entsprechend den neuen Vorschriften mit Softwarestand der PZB 90) und Zugfunk-Geräte vorhanden. Bei einigen Maschinen wurde in jüngerer Zeit LZB nachgerüstet.

## Baureihe E 40.11 bzw. 139
31 Lokomotiven der Baureihe E 40 wurden ab 1959 für den Einsatz auf den Steilstrecken Erkrath–Hochdahl, Altenhundem–Welschen-Ennest und Höllentalbahn mit einer elektrischen Widerstandsbremse ausgerüstet, wie sie auch in der E 10 vorhanden ist. Die ersten Lokomotiven waren die 1959 gelieferten E 40 131 bis 137. Sie wurden als E 40W bezeichnet. 1960 folgten E 40 163 bis 166. Alle Lokomotiven wurden ab 14. Juni 1961 als E 40.11 bezeichnet; dies geschah durch eine der laufenden Ordnungsnummer vorangestellte 1. Die Betriebsnummern waren nun wie folgt: E 40 1131–1137, 1163–1166. 1964 folgten die E 40 1309 bis 1316 sowie 1965 die E 40 1552 bis 1563. Aufgrund des hohen Wartungsaufwandes wurden keine weiteren Lokomotiven dieser Bauform geliefert.
Bei der Umzeichnung im Jahr 1968 in die Baureihe 139 fiel die zusätzliche Ziffer vor der Ordnungsnummer dann wieder weg.
Zwölf Lokomotiven (vier 139.1  - 139 131, 135-137 - und alle 139.3) wurden auch (wie die Baureihe 140.8) mit Einrichtungen für den Wendezugbetrieb nachgerüstet, die 139 131 und 136 schon 1971, die 139 135 und 137 1985 und die 139.3 1988.
1965 waren sieben Lokomotiven in Offenburg, zehn in Hagen-Eckesey und 14 in Bebra stationiert. Von 1975 bis 1986 waren alle Lokomotiven der Baureihe 139 im Bahnbetriebswerk Offenburg stationiert. Nach Ende der Einsätze im Höllental zog die DB die Lokomotiven ab 1991 in Mannheim (12 Lokomotiven mit Wendezugsteuerung) und im Bw München Hbf (18 Lokomotiven ohne Wendezugsteuerung) zusammen, von wo sie einerseits in gemeinsamen Plänen mit der Baureihe 140 eingesetzt wurden, andererseits aber auch häufig vor Güterzügen nach Österreich und bis zum Brennerpass gelangten, wofür sie wegen ihrer elektrischen Bremse besonders geeignet waren. 1995 wurden alle 139er nach München umstationiert, sodass dort 47 Maschinen waren.

### Umbauten
Die 139 134 wurde im Jahr 1985 als Ersatz für die am 26. Mai 1983 bei einem Unfall in Groß Königsdorf zerstörte 110 477 mit der Antriebseinheit der 110 in die neu vergebene Nummer 110 511 umgebaut. Zwischen 1993 und 1995 entstanden weitere achtzehn 139er durch Umbau von Lokomotiven der Baureihe 110, die ihre Drehgestelle an Lokomotiven der Baureihen 112 und 114 abgeben mussten, da bei diesen die Drehgestelle verschlissen waren. Als Ersatz bekamen die 110er Drehgestelle ausgemusterter 140er. Damit konnte der gestiegene Bedarf für steilstreckentaugliche Güterzuglokomotiven gedeckt werden (Dies waren: 139 122, 139, 145, 157, 172, 177, 213, 214, 222, 246, 250, 255, 260, 262, 264, 283, 285, 287).

### Ausmusterungen, Verkäufe
Im Jahre 1994 schied 139 563 nach einem Unfall aus dem Bestand aus. Zum März 2002 kamen dann alle Maschinen zum Bahnbetriebswerk Nürnberg Rbf. Der damalige Eigentümer der Lokomotiven, die Railion Deutschland, verkaufte zwischen 2004 und 2007 sechs Exemplare dieser Baureihe an die Lokomotion Gesellschaft für Schienentraktion mbH. Dabei handelte es sich um 139 133, 139 177, 139 213, 139 260, 139 310 und 139 312. Alle sechs Lokomotiven bekamen eine auffällige Lackierung in schwarz-weißer Farbgebung und werden seitdem als „Zebras“ tituliert. Ihr Hauptaufgabengebiet ist nach wie vor der Brennerpassverkehr. Zwei weitere Lokomotiven sind bei dieser Gesellschaft abgestellt. Railion Deutschland (heute DB Cargo) entschied im Jahr 2004, keine Revisionen für den eigenen Bedarf an den Maschinen mehr durchzuführen. So erfolgten die ersten planmäßigen Ausmusterungen an den Lokomotiven 139 136 und 139 139. Anfang 2005 liefen bei drei weiteren Lokomotiven die Revisionsfristen ab. Dabei handelte es sich um 139 214, 139 246 und 139 262. Während 139 214 umgehend verschrottet wurde, erhielten die beiden anderen im DB Werk in Dessau Auslaufuntersuchungen IS 660 und konnten bis zu acht Jahre weiter laufen. Im Januar 2014 waren noch insgesamt sieben Lokomotiven der Baureihe 139 im Einsatz, Ende 2016 allerdings keine mehr.
Die Bayernbahn erhielt drei Maschinen, die Passauer Eisenbahnfreunde e. V. zwei, die Eisenbahngesellschaft Potsdam eine, RailAdventure eine, die PRESS ebenfalls eine.
Im Jahr 2024 erwarb die TRI Train Rental drei Maschinen, 139 222, 313 sowie 557. Am 12. Juli 2025 veröffentlichte TRI, dass 139 313 als E 40 1313 nun wieder betriebsfähig hergerichtet wurde, in chromoxidgrünem Aufbau sowie silbernem Dach.

## Lackierungsvarianten
Gemäß dem damals gültigen Farbschema waren alle Maschinen zu Anfang in Chromoxidgrün (RAL 6020) lackiert. Ab 1974 wurden die Lokomotiven bei anstehenden Neulackierungen im neuen Farbschema ozeanblau (RAL 5020) und elfenbein (RAL 1014) gespritzt. Ab dem Jahr 1987 nahm man die Lackierung in Orientrot (RAL 3031) mit lichtgrauer (RAL 7035) Kontrastfläche an den Stirnseiten („Lätzchen“) vor. Im Jahr 1996 folgte die Farbgebung im derzeit gültigen Schema in Verkehrsrot (RAL 3020) mit lichtgrauer Kontrastfläche („Warnbalken“) an den Stirnseiten. Bis heute haben sich neben der aktuellen auch Lackierungsvarianten in Grün, Ozeanblau-Beige und Orientrot erhalten.

## Einsatzgeschichte
Die Baureihe 140 war für den mittelschweren Güter- und Reisezugverkehr konstruiert. Sie löste viele Dampflokomotiven im Güterverkehr ab. Anfangs war ihre Höchstgeschwindigkeit von 100 km/h noch ausreichend, sodass man die 140 auch im Nahverkehr einsetzte. Die meisten Schnellzüge wurden damals noch mit 120 km/h befördert und von den Baureihen 141 und 110 sowie von Dampflokomotiven gezogen. Erst als die Geschwindigkeit der Schnellzüge auf 140 km/h angehoben wurde, war die 141 für den Nahverkehr frei, und die 140 kümmerte sich um ihr eigentliches Einsatzgebiet, den Güterverkehr.
Fortan waren 140er im Personenverkehr seltener. Ihre Höchstgeschwindigkeit wurde 1969 auf 110 km/h erhöht, um die Züge zu beschleunigen und die Maschinen auch wieder verstärkt im Personenverkehr einsetzen zu können. Die letzte Serie der 140 erhielt zudem eine Wendezugsteuerung für diese Aufgabe. In den 1970er Jahren wurden einige Exemplare planmäßig im S-Bahn-Vorlaufbetrieb eingesetzt.
Das Haupteinsatzgebiet war und ist der Güterverkehr. Die Lokomotiven verfügen über genügend Leistung, um 2000 Tonnen in der Ebene mit 95 km/h zu bewegen. Die letzten Serien besitzen zudem eine Mehrfachsteuerung, was es ihnen erlaubt, in Doppeltraktion zu fahren. Für Gebirgseinsätze sind die Maschinen wegen ihrer allgemeinen Leistung und ihrer Bremsleistung nur bedingt geeignet. Ihre Schwester 139 war dafür – wegen ihrer Widerstandsbremse – besser geeignet. Die DB setzte die 139 bzw. 140 versuchsweise Anfang der 1980er und Ende der 1990er Jahre als Schiebelokomotiven auf den Rampen ein. Die Maschinen bewährten sich dort aber aufgrund mangelnder Anzugskraft und des zu geringen Reibungsgewichts nicht. Dies blieb das Einsatzgebiet der 150, die dafür optimal war. Noch bis zur Jahrtausendwende wurde jeder zweite Güterzug von einer 140 gezogen.
Da signalgeführte Güterzüge in Deutschland im Regelfall nicht schneller als 100 km/h fahren, können neue Maschinen wie die der Baureihen 145 oder 152 ihre höhere Geschwindigkeit von 140 km/h nur bei Leerfahrten oder Fahrten unter LZB-Führung erreichen, sodass die mit nur 110 km/h deutlich geringere Höchstgeschwindigkeit der 140 meist ausreicht. Die Maschinen haben jeweils bis zu zehn Millionen Kilometer in ihrer Einsatzgeschichte zurückgelegt.

### Einsatz bei privaten Bahnen

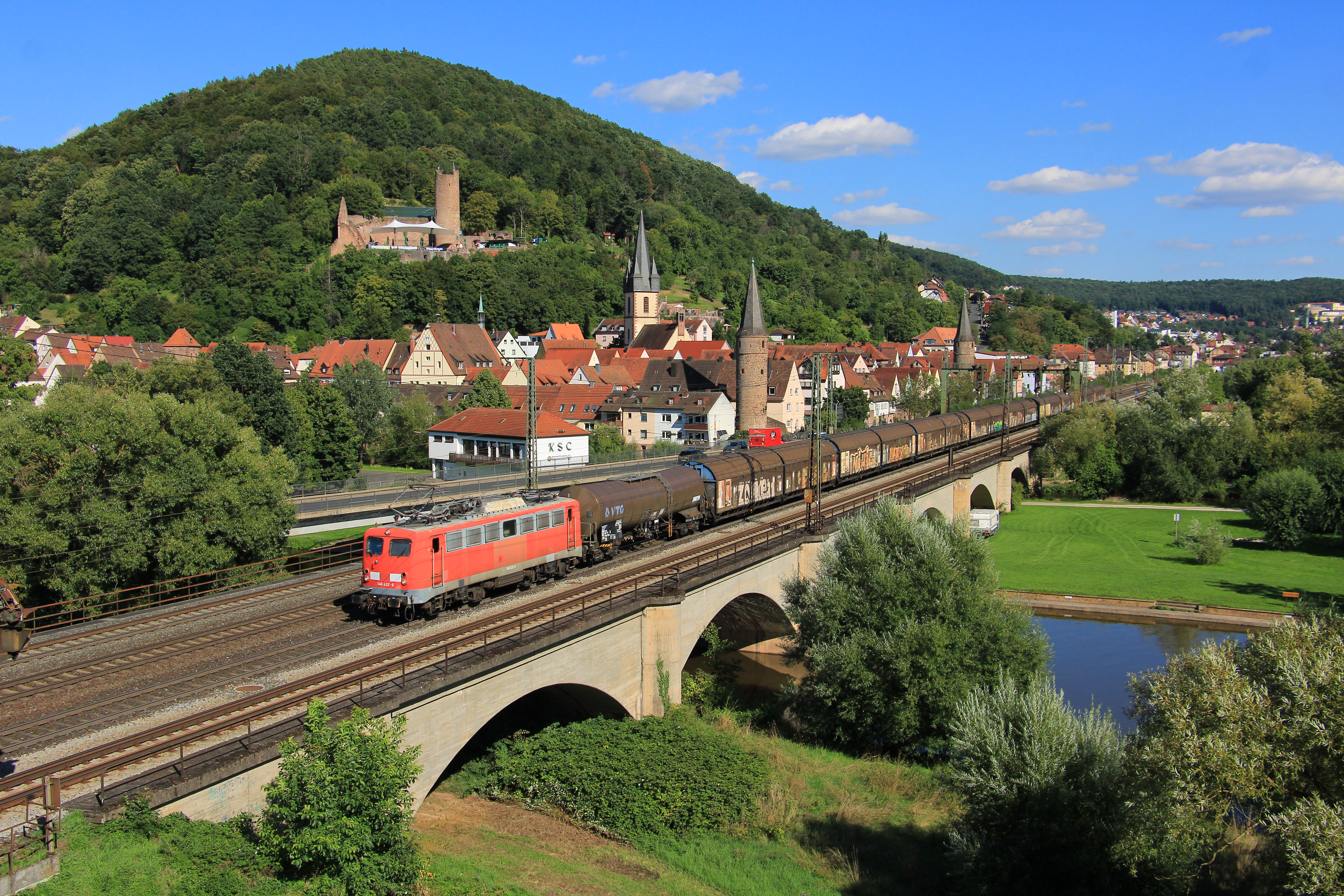
BayernBahn 140 432 mit dem „Henkelzug“ im Maintal

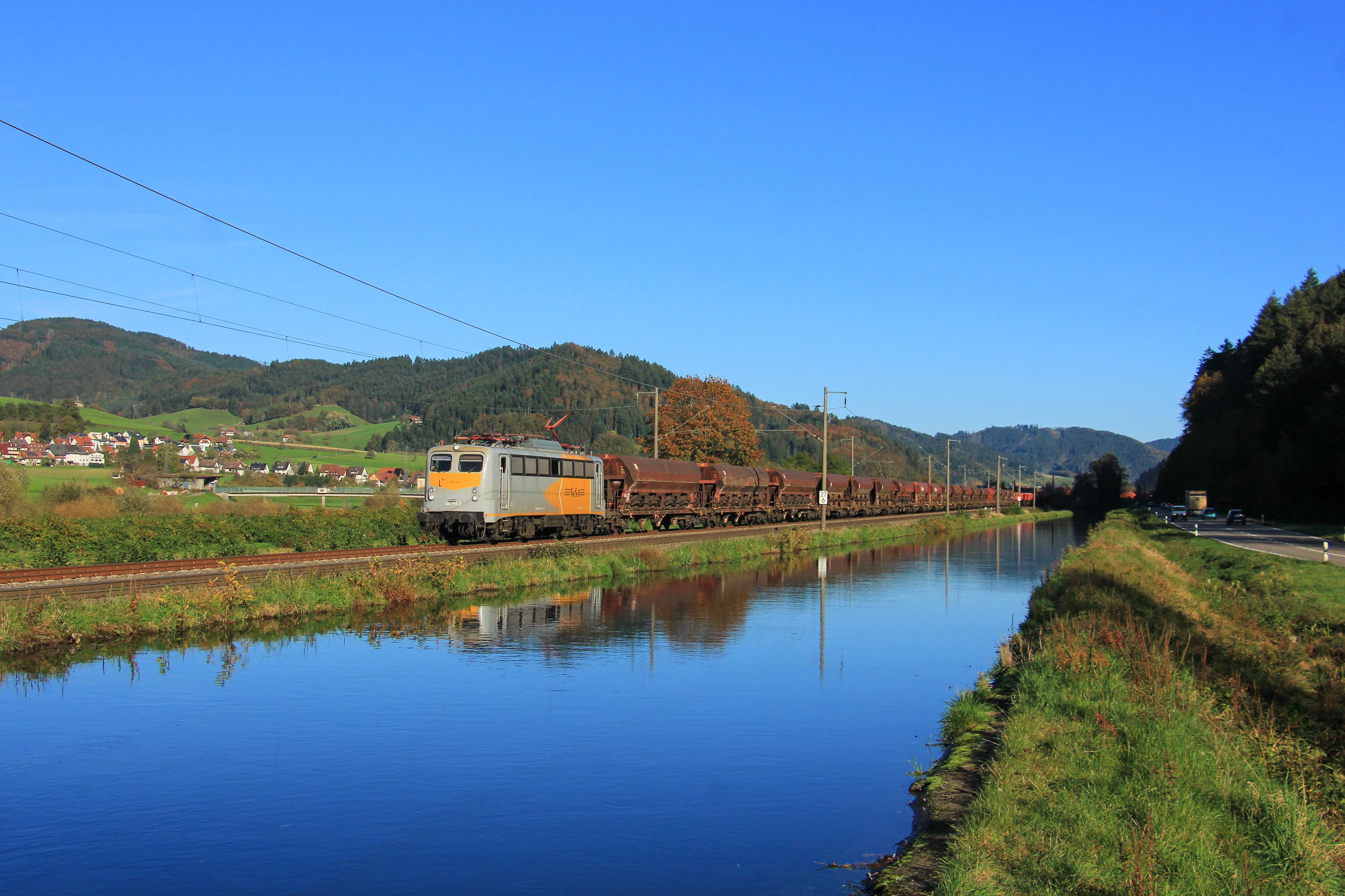
140 797 der NeSA, noch im Farbkleid der Schweerbau, mit einem Kieszug auf der Schwarzwaldbahn

Nach der Aufhebung des Verkaufsverbotes seitens der DB wurden seit 2011 verschiedene Lokomotiven von privaten Betreibern übernommen.
Die meisten 139er in dieser Tabelle sind als Umbauten der Baureihe 140 entstanden, die mit * gekennzeichneten sind dagegen umgebaute Lokomotiven der Baureihe 110, siehe auch DB-Baureihe E 10.
| Lok (DB-Nummer) | Eigentümer                                                     | Zustand / Besonderheiten                                                           |
| --------------- | -------------------------------------------------------------- | ---------------------------------------------------------------------------------- |
| 139 133         | Lokomotion                                                     | betriebsfähig / Beklebung „60 Jahre zuverlässig im Dienst“                         |
| 139 135         | Lokomotion                                                     | betriebsfähig                                                                      |
| 139 177 *       | Lokomotion                                                     | betriebsfähig                                                                      |
| 139 213 *       | Lokomotion                                                     | betriebsfähig                                                                      |
| 139 222 *       | TRI Train Rental                                               | Ersatzteilspender                                                                  |
| 139 260 *       | Lokomotion                                                     | betriebsfähig / KWS                                                                |
| 139 262 *       | Bayernbahn (BYB)                                               | betriebsfähig / stahlblau / wird bezeichnet als 110 262                            |
| 139 283 *       | Lokomotion                                                     | 2020 nach Verwendung als Ersatzteilspender verschrottet                            |
| 139 285 *       | Eisenbahngesellschaft Potsdam (EGP)                            | betriebsfähig                                                                      |
| 139 287 *       | Bayernbahn (BYB)                                               | betriebsfähig                                                                      |
| 139 310         | Lokomotion                                                     | betriebsfähig                                                                      |
| 139 311         | Lokomotion                                                     | betriebsfähig                                                                      |
| 139 312         | Lokomotion                                                     | betriebsfähig                                                                      |
| 139 313         | TRI Train Rental                                               | betriebsfähig                                                                      |
| 139 314         | Bayernbahn (BYB)                                               | betriebsfähig                                                                      |
| 139 555         | Lokomotion                                                     | betriebsfähig                                                                      |
| 139 557         | TRI Train Rental                                               | Ersatzteilspender                                                                  |
| 139 558         | RailAdventure                                                  | betriebsfähig                                                                      |
| 140 002         | Pressnitztalbahn                                               | betriebsfähig / Einfachlampen. Seit 2024 wieder Flaschengrün mit Schwaiger-Lüftern |
| 140 003         | Passauer Eisenbahnfreunde e. V.                                | betriebsfähig / grün                                                               |
| 140 012         | Eisenbahngesellschaft Potsdam                                  | betriebsfähig                                                                      |
| 140 037         | Eisenbahngesellschaft Potsdam                                  | betriebsfähig                                                                      |
| 140 070         | Passauer Eisenbahnfreunde e. V.                                | HU abgelaufen, aber in Vorbereitung                                                |
| 140 184         | Eifelbahn Verkehrsgesellschaft (Linz/R.)                       | betriebsfähig                                                                      |
| 140 432         | Bayernbahn (BYB)                                               | abgestellt                                                                         |
| 140 438         | Bayernbahn (BYB)                                               | abgestellt / grün                                                                  |
| 140 621         | Eisenbahngesellschaft Potsdam                                  | betriebsfähig                                                                      |
| 140 627         | Eisenbahngesellschaft Potsdam                                  | betriebsfähig                                                                      |
| 140 649         | Eisenbahngesellschaft Potsdam                                  | betriebsfähig                                                                      |
| 140 656         | Eisenbahngesellschaft Potsdam                                  | betriebsfähig                                                                      |
| 140 678         | Eisenbahngesellschaft Potsdam                                  | betriebsfähig                                                                      |
| 140 728         | Eisenbahngesellschaft Potsdam                                  | betriebsfähig                                                                      |
| 140 759         | MWB                                                            | betriebsfähig                                                                      |
| 140 761         | MWB                                                            | betriebsfähig                                                                      |
| 140 772         | EBS Erfurter Bahnservice GmbH                                  | betriebsfähig                                                                      |
| 140 774         | EVB                                                            | betriebsfähig                                                                      |
| 140 789         | EBS Erfurter Bahnservice GmbH                                  | betriebsfähig                                                                      |
| 140 797         | NeSA Eisenbahn-Betriebsgesellschaft Neckar Schwarzwald Alb mbH | betriebsfähig                                                                      |
| 140 798         | MWB                                                            | betriebsfähig                                                                      |
| 140 801         | Pressnitztalbahn                                               | betriebsfähig / wird bezeichnet als Press 140 047-9                                |
| 140 806         | Pressnitztalbahn                                               | betriebsfähig / wird bezeichnet als Press 140 017                                  |
| 140 808         | TRIANGULA Logistik GmbH                                        | betriebsfähig                                                                      |
| 140 810         | Pressnitztalbahn                                               | betriebsfähig / wird bezeichnet als Press 140 041                                  |
| 140 811         | EBS Erfurter Bahnservice GmbH                                  | betriebsfähig                                                                      |
| 140 815         | EBS Erfurter Bahnservice GmbH                                  | betriebsfähig                                                                      |
| 140 824         | Eisenbahngesellschaft Potsdam                                  | betriebsfähig                                                                      |
| 140 825         | Pressnitztalbahn                                               | betriebsfähig / wird bezeichnet als Press 140 007                                  |
| 140 831         | Pressnitztalbahn                                               | betriebsfähig / wird bezeichnet als Press 140 037-1                                |
| 140 833         | Pressnitztalbahn                                               | betriebsfähig / wird bezeichnet als Press 140 050                                  |
| 140 834         | Pressnitztalbahn                                               | betriebsfähig / wird bezeichnet als Press 140 042-2                                |
| 140 838         | Eisenbahngesellschaft Potsdam                                  | betriebsfähig / Beklebung „Zippel24.com“                                           |
| 140 844         | DDM                                                            | betriebsfähig (Leihgabe)                                                           |
| 140 845         | Pressnitztalbahn                                               | betriebsfähig / wird bezeichnet als Press 140 008-06                               |
| 140 848         | EVB                                                            | betriebsfähig                                                                      |
| 140 850         | Bayernbahn (BYB)                                               | betriebsfähig                                                                      |
| 140 851         | Pressnitztalbahn                                               | betriebsfähig / wird bezeichnet als Press 140 038-0                                |
| 140 853         | Eisenbahngesellschaft Potsdam                                  | betriebsfähig                                                                      |
| 140 855         | TRIANGULA Logistik GmbH                                        | betriebsfähig                                                                      |
| 140 856         | Bayernbahn (BYB)                                               | betriebsfähig                                                                      |
| 140 857         | Eisenbahngesellschaft Potsdam                                  | betriebsfähig                                                                      |
| 140 866         | EVB                                                            | betriebsfähig                                                                      |
| 140 870         | EVB                                                            | betriebsfähig                                                                      |
| 140 876         | Eisenbahngesellschaft Potsdam                                  | betriebsfähig                                                                      |

### Ausmusterung
Die DB stellte Mitte der 1990er Jahre Überlegungen an, die Baureihe 140 auszumustern. Die Lokomotiven näherten sich ihrem Nutzungsende. Die bewährten Maschinen sollten durch die Baureihen 145, 185 und 189 ersetzt werden.
Die erste Lokomotive war bereits 1988 unfallbedingt ausgemustert worden (140 633). 1993/1994 erfolgten erste Bestandsreduzierungen. Ab 1999 wurde der Bestand planmäßig reduziert, da ab diesem Zeitpunkt die neuen Lokomotiven zur Verfügung standen. Bereits 2003 waren nur noch gut 300 Exemplare der Baureihe im Dienst.
Ursprünglich war seitens der DB geplant, ab 2004 keine Hauptuntersuchungen an 140ern mehr durchzuführen. Das steigende Güterverkehrsaufkommen in Deutschland veranlasste die Railion Deutschland AG 2006, zusätzlich zur Beschaffung von neuen Drehstromlokomotiven eine geringe Anzahl der Baureihe 140 zu reaktivieren. Im Jahr 2007 waren nochmals 25 Lokomotiven der Baureihe 140 für eine Hauptuntersuchung im Ausbesserungswerk in Dessau vorgesehen. Der Rückgang des Güterverkehrs im Zuge der Wirtschaftskrise ab 2008 führte jedoch wieder vermehrt zu Abstellungen. Zum Januar 2013 wurde ein Großteil der 139er bzw. 140er von DB Schenker (heute DB Cargo) abgestellt. Seitdem wurden des Öfteren Maschinen reaktiviert, um kurz darauf wieder abgestellt zu werden. Im Januar 2014 waren bei der DB 49 Exemplare der Baureihe 140 in Dienst. Um die letzten der fast 60 Jahre alten Loks der Baureihe 140 endgültig aus dem aktiven Dienst nehmen zu können, mietete DB Cargo ab April 2016 Loks der Baureihe 143 von DB Regio an. Im Oktober 2016 wurde der letzte planmäßige 140er-Umlauf des Bahnbetriebswerks Seelze auf diese Baureihe umgestellt. Damit stehen bei der Deutschen Bahn keine Loks der Baureihe 140 mehr im planmäßigen Einsatz.

## Museumslokomotiven
Derzeit befinden sich vom noch vorhandenen, umfangreichen Fahrzeugpark der Gesamtbaureihe erst drei Lokomotiven im Museum:
Die Lokomotive mit der Nummer E 40 128 sowie die ozeanblau-beige 140 423 sind zu besichtigen im DB Museum Koblenz. Außerdem stand  die nichtbetriebsfähige, verkehrsrote 140 844 (ebenfalls wie die beiden anderen Museumsloks im Eigentum des DB Museums) leihweise im Deutschen Dampflokomotiv-Museum in Neuenmarkt, derzeit (2025) ist die 140 844 jedoch nicht zugänglich im Raum Nürnberg hinterstellt.

## Sonstiges
Im Jahr 1964 wurden von Krauss-Maffei vier dieselelektrische Lokomotiven, welche der Baureihe 110 bzw. 140 optisch überaus ähnlich waren, an die Bong Mining Co. aus Liberia geliefert. Nach Ende des liberianischen Bürgerkriegs wurden die stark beschädigten Lokomotiven verschrottet. Sie wurden von Krauss-Maffei als ML 2000 DE bezeichnet.
Die inzwischen mit 140 003 an die Passauer Eisenbahnfreunde verkaufte 140 070 ist zwar nicht die erstgebaute E 40, aber die erste, die ein Alter von 50 Jahren im Betriebseinsatz erreicht hat. Sie hatte am 16. April 1957 ihre Abnahme, gebaut von Krauss-Maffei und Siemens-Schuckert, und ist auch älter als die ebenfalls noch bei Privatbahnen in Dienst stehenden 140 002 (in Dienst 31. Juli 1957) und 140 003 (in Dienst 17. August 1957). Die 140 070 war damit zeitweilig zweitälteste Lokomotive der DB (hinter der 362 362, in Dienst 12. April 1957).
Trotz ihrem Alter sollen die 139er von Lokomotion mit ETCS Level 2 für die Inntal- und Brennerbahn ausgerüstet werden.